# Göran Högosta
Göran Högosta, född den 15 april 1954 i Äppelbo, är en svensk före detta målvakt i ishockey.
Göran Högostas karriärs stora höjdpunkt var den svenska dubbelvinsten mot Sovjetunionen under VM 1977 i Wien. Sverige vann med 5-1 och 3-1. Göran Högosta jobbade som säljledare på Herdins Färgverk i Falun, fram till sin pensionering 2016.

## Meriter
- Fyra VM-turneringar 1975–1978.
  - VM-silver 1977
  - VM-brons 1975-1976
  - Bästa målvakt VM 1977
  - All Star Team VM 1977
- Canada Cup 1976

## Klubbar
- IF Tunabro 1971 - 1974 Division 1
- Leksands IF 1974 - 1977 Elitserien
- Fort Worth Texans 1977 - 1978 CHL
- New York Islanders 1977 - 1978 NHL
- Fort Worth Texans 1978 - 1979 CHL
- Quebec Nordiques 1979 - 1980 NHL
- Västra Frölunda HC 1980 - 1984 Elitserien
- Falu IF 1984 - 1985 Division 1
- Leksands IF 1986 - 1987 Elitserien